# Sangaris polystigma
Sangaris polystigma là một loài bọ cánh cứng trong họ Cerambycidae.